# Príncipe
Príncipe è la più piccola delle due principali isole dello Stato di São Tomé e Príncipe.
Amministrativamente il territorio dell'intera isola coincide con quello del distretto di Pagué e dal 29 aprile 1995 costituisce una provincia autonoma.

## Geografia
Situata al largo della costa occidentale africana, ha un'area di 136 km² e una popolazione di circa 6 000 persone. Raggiunge un'altezza massima di 948 m in corrispondenza del Pico de Príncipe, situato all'interno del Parco nazionale di Obo, a sud. Il nord e il centro dell'isola, in passato occupati da piantagioni, col tempo sono tornati a ricoprirsi in massima parte da foreste.
Príncipe è circondata da altre isole di dimensioni ridotte, tra cui Ilheu Bom Bom, Ilhéu Caroço, Tinhosa Grande e Tinhosa Pequena. Il vanto di queste isole è essere il luogo dove la teoria della relatività di Einstein venne provata sperimentalmente con successo da Eddington e dal suo team durante l'eclissi del 1919.

## Storia

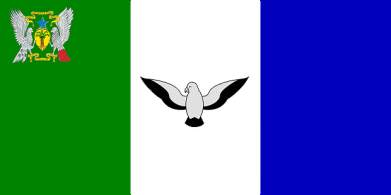
Bandiera di Príncipe

Una spedizione oceanica portoghese alla ricerca di porti sicuri di scalo per il traffico di schiavi e della via per le Indie, guidata dagli esploratori João de Santarém e Pêro Escobar, portò alla scoperta dell'isola di São Tomé nel giorno di San Tommaso (21 dicembre 1471), di Annobón (1º gennaio 1472) ed infine di Príncipe, avvistata il 14 gennaio del 1472, il giorno di Sant'Antonio, e denominata Santo António. Nel 1502 divenne donazione della corona e fu ribattezzata in isola di Príncipe. Tornò ad essere amministrazione diretta della corona portoghese nel 1573 e nel 1753 fu unita a São Tomé a formare la colonia di São Tomé e Príncipe, che nel 1975 conquistò l'indipendenza dai lusitani.

## Demografia
Secondo il censimento del 2001 sull'isola vivono 5 966 persone, pari al 4,3% della popolazione della nazione, con una densità di 43,87 abitanti per km².
Il capoluogo e principale centro abitato dell'isola è la città di Santo António, sede di un aeroporto, con una popolazione stimata di 1 156 abitanti (gennaio 2005).
Le lingue parlate sono il portoghese e due lingue creole basate sul portoghese: il principense (o Lunguyê) e il Forro (meno diffuso).